# Alessandra Giungi
Alessandra Giungi (ur. 5 maja 1966 w Rzymie) – włoska judoczka. Trzykrotna olimpijka. Zajęła piąte miejsce w Barcelonie 1992 i dziewiąte w Atlancie 1996. Trzecia w turnieju pokazowym w Seulu 1988. Startowała wadze półlekkiej.
Mistrzyni świata w 1991, druga w 1989 i trzecia w 1987. Brała udział w zawodach w 1984, 1986, 1993 i 1995. Startowała w Pucharze Świata w latach 1989, 1992, 1993, 1995, 1996. Zdobyła dziewięć medali na mistrzostwach Europy w latach 1987 – 1996 roku.

## Letnie Igrzyska Olimpijskie 1988
| Konkurencja | Eliminacje                   | Finały                | Klas. końcowa |
| Konkurencja | Przeciwnik I                 | 1/2                   | Miejsce       |
| ----------- | ---------------------------- | --------------------- | ------------- |
| 52 kg       | Cathy Grainger-Brain (AUS) Z | Sharon Rendle (GBR) P | 3.            |

## Letnie Igrzyska Olimpijskie 1992
| Konkurencja | Eliminacje             | Eliminacje           | Eliminacje               | Repasaże            | Repasaże               | Repasaże            | Klas. końcowa |
| Konkurencja | Przeciwnik I           | Przeciwnik II        | Przeciwnik III           | Przeciwnik I        | Przeciwnik II          | Przeciwnik III      | Miejsce       |
| ----------- | ---------------------- | -------------------- | ------------------------ | ------------------- | ---------------------- | ------------------- | ------------- |
| 52 kg       | Heidi Goossens (BEL) Z | Yu Wai Seung (HKG) Z | Noriko Mizoguchi (JPN) P | Kim Eun-hui (KOR) Z | Paula Saldanha (POR) Z | Li Zhongyun (CHN) P | 5.            |

## Letnie Igrzyska Olimpijskie 1996
| Konkurencja | Eliminacje            | Repasaże                | Repasaże                 | Klas. końcowa |
| Konkurencja | Przeciwnik I          | Przeciwnik I            | Przeciwnik II            | Miejsce       |
| ----------- | --------------------- | ----------------------- | ------------------------ | ------------- |
| 52 kg       | Hyun Sook-hee (KOR) P | Tseng Hsiao-fen (TPE) Z | Carolina Mariani (ARG) P | 9.            |